# مركب وسطي نشيط
المركب الوسطي النشيط كيميائياً هو مركب وسطي له عمر قصير جداً وطاقة مرتفعة وتفاعلية عالية بسبب النشاط الكيميائي الكبير لهذا النوع الكيميائي، والذي غالباً ما يتفاعل بسرعة ويتحول إلى نوع كيميائي آخر أكثر استقراراً.
لا يمكن فصل وعزل هذه المركبات الوسطية النشيطة إلا في حالات خاصة، ولحفظها يجب تبريدها إلى درجات حرارة منخفضة جداً. تفيد معرفة بنية المركبات الوسطية النشيطة في تحديد آلية حدوث التفاعلات الكيميائية.
تستخدم الوسائل التحليلية الحديثة لتحديد بنية المركبات الوسطية النشيطة مثل بعض أنواع المطيافيات. في حال عدم التمكن من عزل المركب الوسطي النشيط يعمد عادة إلى الاستدلال على وجوده بإجراء تجارب منهجية. يتضمن ذلك إجراء تغييرات في شروط التفاعل مثل درجة الحرارة أو التركيز، وباستعمال تقنيات الحركية الكيميائية والديناميكا الحرارية. عامل درجة الحرارة

## أمثلة
من الأمثلة على المركبات الوسطية النشيطة في كيمياء الكربون كل من الكربينات والكربكاتيونات (كاتيون كربوني) والكربانيونات (أنيون كربوني) والأراينات.

مركبات وسطية نشيطة للكربون
جذر كيميائي حر
كربين
كربكاتيون
كربانيون
أرين

من المركبات الوسطية النشيطة غير الكربونية مركبات النترينات :R-N

## اقرأ أيضاً
- مركب وسطي
- مركب وسطي أيضي
- آلية تفاعل